# Municipio de Hagfors
Hagfors (en sueco: Hagfors kommun) es un municipio de la provincia de Värmland, en el suroeste de Suecia. Su sede se encuentra en la localidad de Hagfors. El municipio actual se creó en 1974 cuando la ciudad de Hagfors se fusionó con tres municipios rurales.

## Localidades
Hay seis áreas urbanas (tätort) en el municipio:
| # | Tätort   | Población |
| - | -------- | --------- |
| 1 | Hagfors  | 4 848     |
| 2 | Ekshärad | 995       |
| 3 | Uddeholm | 605       |
| 4 | Råda     | 444       |
| 5 | Sunnemo  | 299       |
| 6 | Mjönäs   | 249       |